# Carambeí
Carambeí este un oraș în Paraná (PR), Brazilia.